# Universitatea din Arizona
Universitatea din Arizona este o instituția fondată de statul Arizona, fondată în 1885 și localizată în orașul Tucson, statul Arizona, Statele Unite ale Americii.